# به پیت تکیه کن
به پیت تکیه کن (انگلیسی: Lean on Pete) فیلمی در ژانر درام به نویسندگی و کارگردانی اندرو هیگ است که در سال ۲۰۱۷ منتشر شد. از بازیگران آن می‌توان به چارلی پلامر، کلویی سونی، تراویس فیمل و استیو بوشمی اشاره کرد.